# Antoine Fuqua
Antoine Fuqua (ur. 19 stycznia 1966 w Pittsburghu) – amerykański reżyser, twórca m.in. kryminalnego dreszczowca Dzień próby (2001), w którym wystąpił Denzel Washington, uhonorowany Oscarem za główną rolę w tym filmie.

## Życiorys
Karierę jako reżyser rozpoczął od tworzenia teledysków. Zrealizował filmiki do piosenek m.in. Toni Braxton, Prince’a czy Coolio (Gangsta’s Paradise). W pełnym metrażu debiutował w 1998 Zabójczym układem z Mirą Sorvino i Chow Yun Fatem. Był to pierwszy fabularny film reżysera. W 2000 nakręcił Przynętę, komedię sensacyjną z Jamiem Foxxem.
W 2001 powstał najwyżej jak na razie oceniany obraz Fuqui – Dzień próby z Denzelem Washingtonem i Ethanem Hawkiem. Kryminalny dramat opowiada o jednym dniu pracy dwóch policjantów – skorumpowanego wygi i żółtodzioba. Za kreację Alonzo Harrisa Washington zdobył Oscara. W 2003 Fuqua nakręcił Łzy słońca, w następnym roku sygnował Króla Artura, kolejną ekranizację znanego mitu z Clive'em Owenem w roli tytułowej.

## Filmografia

### Reżyseria
Filmy pełnometrażowe
- 1998: Zabójczy układ (The Replacement Killers)
- 2000: Przynęta (Bait)
- 2001: Dzień próby (Training Day)
- 2003: Łzy słońca (Tears of the Sun)
- 2004: Król Artur (King Arthur)
- 2007: Strzelec (Shooter)
- 2009: Gliniarze z Brooklynu (Brooklyn’s Finest)
- 2013: Olimp w ogniu (Olympus Has Fallen)
- 2014: Bez litości (The Equalizer)
- 2016: Siedmiu wspaniałych  (The Magnificent Seven)
- 2018: Bez litości 2 (The Equalizer 2)
- 2021: W nieskończoność (Infinite)
- 2021: Winni (The Guilty)
- 2022: Wyzwolenie (Emancipation)

Teledyski
- 1992: „Love's Taken Over”, Chanté Moore
- 1992: „It's Alright", Chanté Moore
- 1992: „All I See”, Christopher Williams
- 1993: „Saving Forever for You”,  Shanice
- 1993: „The Morning After”, Maze featuring Frankie Beverly
- 1993: „Nobody Does It Betta”, Mint Condition[1]
- 1994: „Ain't Nobody”, Jaki Graham
- 1994: „Somewhere”, Shanice
- 1994: „I’m in the Mood”, CeCe Peniston
- 1994: „Deep Down”, Ladae[2]
- 1994: „The Most Beautiful Girl in the World”, Prince
- 1994: „United Front”, Arrested Development
- 1995: „For Your Love”, Stevie Wonder
- 1995: „Freedom”, różni wykonawcy
- 1995: „Gangsta’s Paradise”, Coolio
- 1998: „Bedtime (Version 2)”, Usher Raymond
- 1999: „Blue Angels”, Pras
- 2007: „Citizen Soldier”, 3 Doors Down
- 2011: „Mirror”, Lil Wayne

Reklamy
- 2006: „The Call” (Pirelli), z udziałem Naomi Campbell i Johna Malkovicha